# Церковь Святого Антония (Берн)
Церковь Святого Антония (нем. St. Antonius von Padua) — римско-католическая приходская церковь в районе Бюмплиц города Берн. Первое здание было построено на этом месте в 1927 году и снесено в 1959 — при строительстве современного храма по проекту архитектором Ханса Антона Брюча, открытого 12 февраля 1961 года.